# 希卡布尔县

所在位置

希卡布尔县(Sindhi: شڪارپور) (Urdu: ضلع شڪارپور)，是巴基斯坦信德省的一个县，位于省境北部。总面积2,512平方公里，总人口880,438(1998)。县治位于希卡布尔市。95.77%的人使用信德语。98.03%的人口信仰伊斯兰教，1.80%信仰印度教。

## 行政区划
希卡布尔县分为4个乡。